# Cirsium lidjiangense
Cirsium lidjiangense là một loài thực vật có hoa trong họ Cúc. Loài này được Petr. & Hand.-Mazz. mô tả khoa học đầu tiên năm 1936.